# アラウカノ (補給艦・初代)
アラウカノ（スペイン語: Araucano, AO-53）とは、チリ海軍の補給艦である。この名を冠された艦としては4代目である。
1967年に就役し、2010年に退役するまで、43年に渡って現役であった。